# Magnolia macrophylla
Magnolia macrophylla este o specie de plante din genul Magnolia, familia Magnoliaceae, descrisă de André Michaux.

## Subspecii
Această specie cuprinde următoarele subspecii:
- M. m. ashei
- M. m. dealbata
- M. m. macrophylla